# Hemidactylus greefii
Hemidactylus greefii är en ödleart som beskrevs av  Bocage 1886. Hemidactylus greefii ingår i släktet Hemidactylus och familjen geckoödlor. Inga underarter finns listade i Catalogue of Life.